# Шоймуш (Селаж)
Шоймуш (рум. Șoimuș) — село у повіті Селаж в Румунії. Входить до складу комуни Сомеш-Одорхей.
Село розташоване на відстані 389 км на північний захід від Бухареста, 16 км на північний схід від Залеу, 65 км на північний захід від Клуж-Напоки.

## Населення
За даними перепису населення 2002 року у селі проживали 407 осіб. Рідною мовою 404 особи (99,3%) назвали румунську.
Національний склад населення села:
| Національність | Кількість осіб | Відсоток |
| -------------- | -------------- | -------- |
| румуни         | 385            | 94,6%    |
| цигани         | 20             | 4,9%     |